# Italienska sextimmarsuret

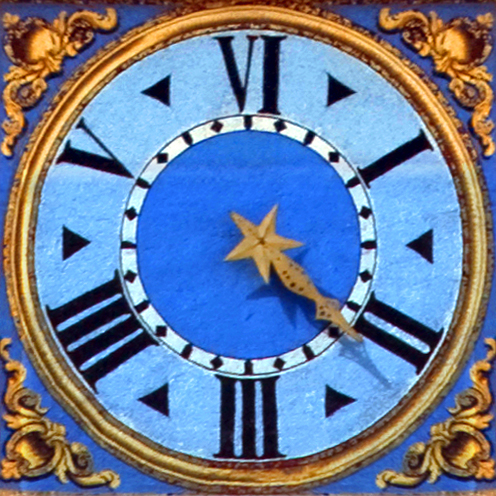
Sextimmarsur med en visare på Quirinalpalatset i Rom.

Sextimmarsuret (italienska: sistema orario a sei ore) var ett tidigt italienskt tidssystem som användes innan dagens 24-timmarsklocka. Dygnet började efter kvällsbönen Ave Maria, en halvtimme efter solnedgången, och delades i fyra perioder med sex timmar vardera. Uppdelningen härstammar från medeltiden och klostrens uppdelning av  dygnet efter bönetider och spred sig från Kyrkostaten till resten av Italien.
Även andra tidssystem började tidigare dygnet i skymningen.
Sextimmarur, eller italiensk tid, användes från 1400-talet till omkring 1800 då de successivt ersattes av 12-timmarsklockan, eller fransk tid.
Många gamla byggnader i Italien har klockor med visare som går runt urtavlan på sex timmar, fyra gånger varje dygn. Ett sådant ur är betydligt enklare att tillverka än ett tolvtimmarsur.[förklaring behövs]